# Entente sportive Basket de Villeneuve-d'Ascq - Lille Métropole
Actualités

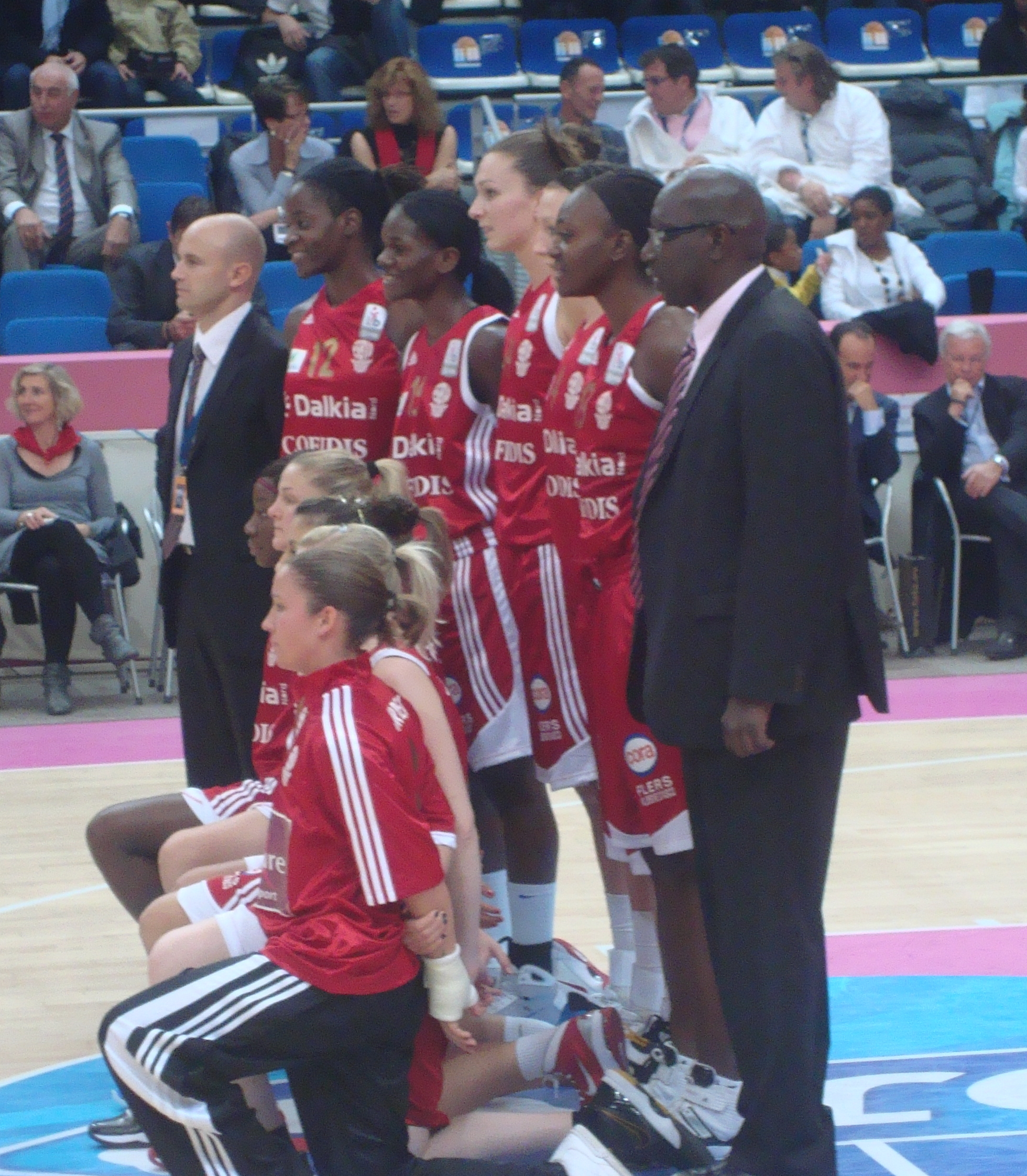
L'équipe en octobre 2010.

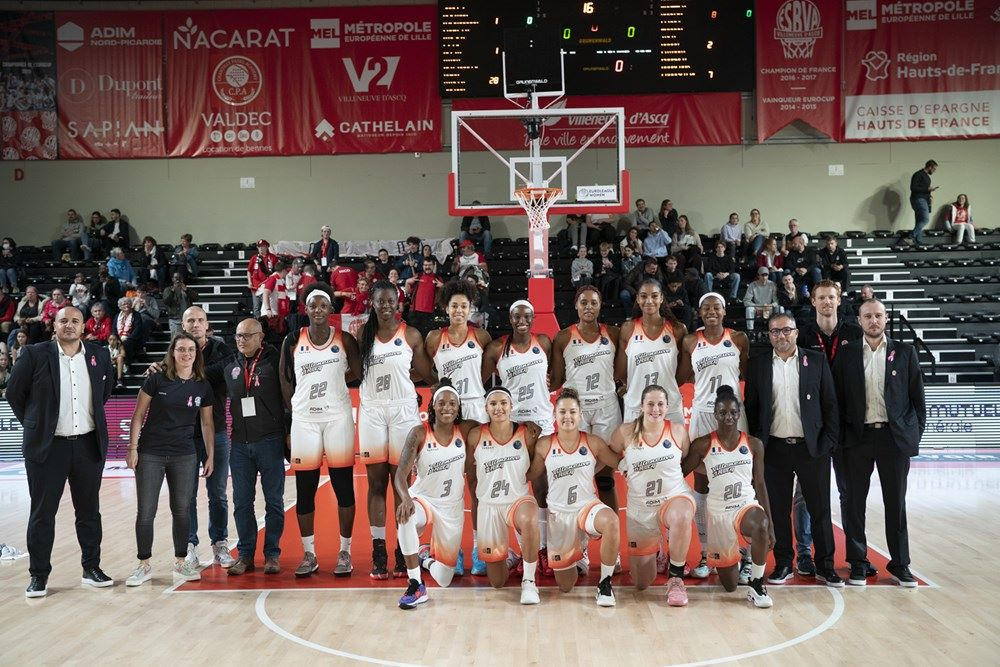
Equipe et staff de l'ESBVA-LM lors de la saison 2022-2023

L’Entente sportive Basket de Villeneuve-d'Ascq - Lille Métropole, surnommée parfois ESBVA-LM, est un club de basket-ball français appartenant à la Ligue féminine de basket et basé à Villeneuve-d’Ascq. Le club est qualifié régulièrement pour les compétitions du plus haut niveau et remporte l'Eurocoupe 2015 et aussi celui en 2025. 
En 2023-2024 le club réalise la meilleure saison de son histoire, terminant première de la saison régulière en LFB et arrivant en finale de l'EuroLigue.

## Historique
Le club est né le 14 mai 1987 de la fusion du Flers OmniSports de Flers-lez-Lille et de l'Association sportive laïque d'Annappes à Annappes.
En 2000, l'ESBVA accède à la prestigieuse Ligue féminine de basket.
En 2002, la partie élite du club est renommée d'Entente sportive Basket Villeneuve-d’Ascq (ESBVA) vers Entente sportive Basket Villeneuve-d’Ascq Lille Métropole (ESBVA-LM).
En finale de la coupe de France à Bercy en mai 2003, l’équipe s’incline contre l'équipe de Valenciennes, alors championne d’Europe, après avoir remporté le premier quart temps.
La saison 2005-2006 est la première année où l'ESBVA-LM participe au tableau final après avoir fini quatrième du championnat LFB. Le club est éliminé par Valenciennes, futur finaliste de l'épreuve. Le club organise également le Tournoi de la Fédération dans sa salle du Palacium. Le club villeneuvois accède à la finale, perdue contre Bourges.
Lors de la saison 2006-2007, l'ESBVA-LM s'invite sur le podium. Lors du tableau final, le club est éliminé par Bourges, futur finaliste de l'épreuve, en demi-finale. Grâce à ce parcours, l'ESBVA-LM se qualifie pour la première fois de son histoire en Euroligue, plus haute compétition européenne de basket-ball féminin. Au Tournoi de la Fédération, le club tombe en demi-finale contre Bourges, encore une fois.
La saison 2007-2008 marque la première aventure villeneuvoise en Euroligue. Après avoir fini quatrième de son groupe, l'ESBVA-LM est éliminée par l'UMMC Ekaterinbourg en huitième de finale. En championnat, l'ESBVA-LM termine quatrième de la saison régulière. Le club chute dès les demi-finales de Final Four face à Bourges, futur champion de France. L'ESBVA-LM se qualifie pour l'Euroligue pour la deuxième année consécutive. Cette saison-là, le club atteint également la finale de Coupe de France, perdue contre Bourges sur le score de 63 à 51.
La saison 2008-2009 marque le retour de l'ESBVA-LM sur le podium de la saison régulière avec une troisième place. Lors du Final Four, le club s'arrêtera dès les demi-finales, perdues contre Tarbes. Mais son classement lui permet de se qualifier pour l'Euroligue. Au niveau européen, le club villeneuvois échouera au premier tour de l'Euroligue 2008-2009.
La saison 2009-2010 est le début d'une descente au classement pour l'ESBVA-LM. Le club finit en sixième position de la saison régulière, et se qualifie pour le Challenge Round, phase finale du championnat de France disputée par les équipes classées de la cinquième à la douzième place. Après avoir battu Aix-en-Provence en quart de finale, le club tombe contre Lattes-Montpellier en demi-finale et se qualifie pour l'Eurocup. L'Euroligue 2009-2010 est la dernière aventure dans la compétition européenne pour l'ESBVA-LM, éliminé dès le premier tour comme la saison précédente.
Lors de la saison 2010-2011, l'ESBVA-LM finit à la dixième place de la saison régulière. Le club se qualifie pour le Challenge Round où il est éliminé dès les quarts de finale par Arras. En Eurocup 2010-2011, l'ESBVA-LM brille plus qu'en championnat LFB. Après avoir passé le premier tour qualificatif en finissant premier de son groupe, avec six victoires et aucune défaite, l'ESBVA-LM élimine Šibenik en seizième de finale avant de retrouver Arras en huitième de finale. Comme au Challenge Round, les arrageoises, futures finalistes de la compétition, éliminent l'ESBVA-LM.
La saison 2011-2012 est une saison blanche pour l'ESBVA-LM. Le club finit dixième du championnat et ne se qualifie pas pour le Challenge Round. La saison 2012-2013 sera meilleure pour le club : finissant huitième lors de la saison régulière, l'ESBVA-LM se qualifie pour le Challenge Round. Malheureusement, les villeneuvoises sont éliminées dès les demi-finales par Tarbes. Cependant, avec le désistement de Lyon, troisième, et la descente administrative de Perpignan, quatrième, l'ESBVA-LM se qualifie pour l'Eurocup.
La saison 2013-2014 est celle du renouveau pour l'ESBVA-LM. Après onze journées, le club est leader de LFB. Le club a notamment battu Bourges chez eux pour la première fois. C'est aussi la deuxième victoire en 36 rencontres contre les berruyères, champion en titre 2013. L'ESBVA-LM finit leader de son groupe d'Eurocup 2013-2014 à égalité avec Nantes-Rezé. Le club a validé sa qualification contre le PEAC-Pècs (Hongrie) lors du dernier match. En huitièmes de finale, les Villeneuvoises rencontrent l'Horizont Minsk (Biélorussie). Après une victoire à l'extérieur (61-65), où personne n'avait jusqu'alors réussi à gagner, toutes compétitions confondues, l'ESBVA-LM se qualifie au match retour (86-40). Elles se qualifient ainsi pour le premier 1/4 de finale de leur histoire, qu'elles jouent contre Basket Landes. Après une défaite à domicile (64-72), elles éliminent les Landaises dans leur salle de Mont-de-Marsan (70-85). À la différence de points sur les deux matchs, l'ESBVA-LM se qualifie pour sa première demi-finale européenne contre le tenant du titre, le Dynamo Moscou. En Coupe de France, l'ESBVA-LM a éliminé Léon Trégor (57-85), Arras (64-79) Tarbes Gespé Bigorre (80-55) puis Toulouse (64-55) en demi-finale au Palacium. En finale, elles s'inclinent face Bourges au Stade Pierre-de-Coubertin à Paris.
En 2014-2015, l'ESBVA dispute l'Eurocoupe, ayant cependant refusé un repêchage dans la compétition reine qu'est l'Euroligue.
Le 26 mars 2015, l'ESBVA-LM remporte l'Eurocoupe contre l'équipe des Castors Braine. C'est le premier titre de l'histoire du club. La même année, l'ESBVA-LM devient vice-champion de France de LFB.
En 2017, le club remporte son premier titre de champion de France face à Lattes Montpellier trois manches à une.
En 2017-2018, le club ne se qualifie pas pour le second tour de l'Euroligue mais parvient à obtenir d'être reversé en Eurocoupe.
Le 7 avril 2019, après une saison 2018-2019 décevante, Rachid Meziane remplace Frédéric Dusart (entraîneur depuis 2012) pour participer aux playdowns.
En avril 2019, le club et la ville officialisent l'extension de la salle pour porter sa capacité de 1 750 à 2 174 spectateurs d'ici octobre 2020.
Lors de la saison 2021-2022, l'ESBVA-LM finit pour la première fois de son histoire deuxième de la saison régulière de LFB.
La saison d'après, le club finit de nouveau deuxième de la saison régulière de LFB. Cette fois-ci, l'ESBVA-LM se hisse en finale après sa victoire face au BLMA. Après trois matchs intenses, c'est l'ASVEL qui s'impose lors de cette finale. L'ESBVA-LM finit vice-champion de France pour la 2e fois de son histoire.
En 2023-2024 le club réalise la meilleure saison de son histoire, terminant première de la saison régulière en LFB et se qualifiant en finale de l'EuroLigue. Cette même année, l'ESBVA-LM remporte pour la deuxième fois de son histoire, le titre de champion de France face à Basket Landes. 

### Historique du logo

Ancien logo du club.
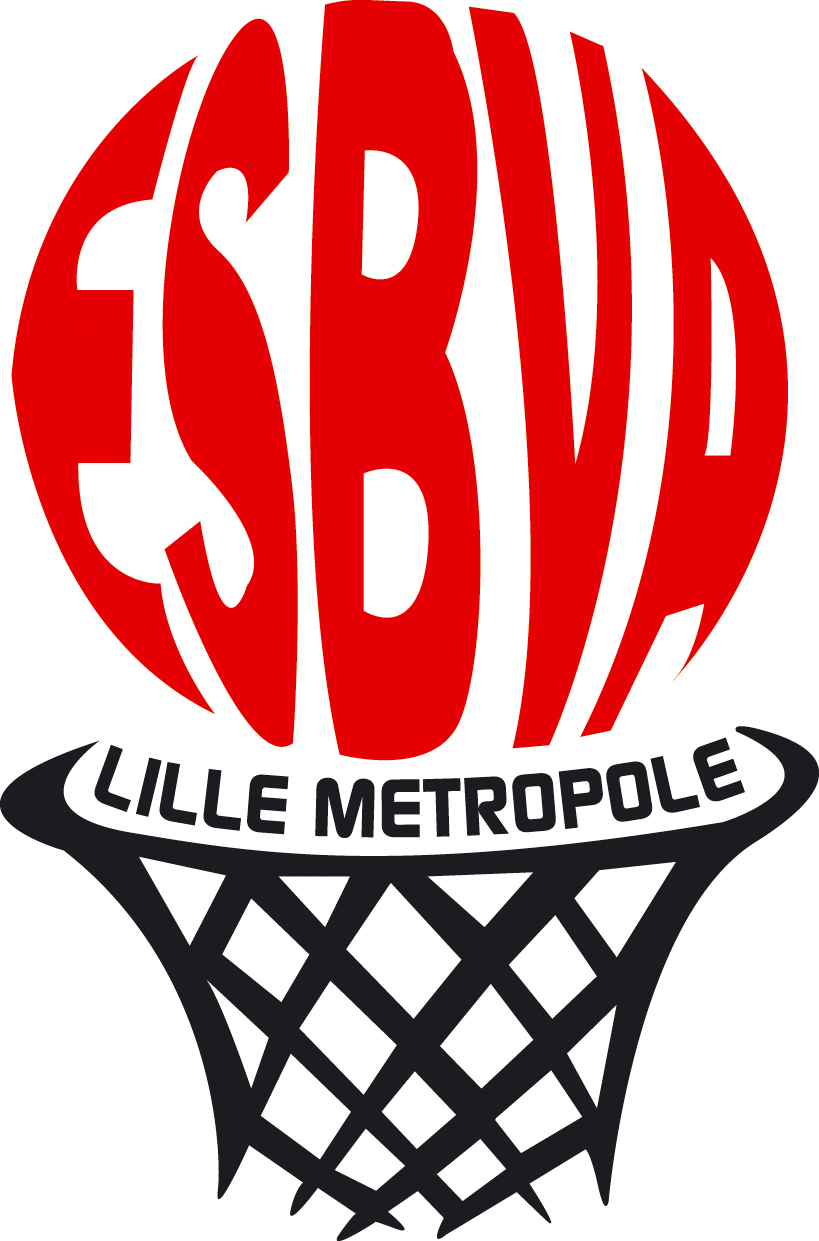
Jusqu’en 2024.
Depuis 2024.

## Salle
De 1999 à 2000, l'ESBVA joue dans la salle Voltaire, à l'Hôtel de Ville. De 2000 à 2002, l'ESBVA-LM joue dans la salle Cerdan à la Cousinerie en alternance avec le Handball Club Villeneuve-d'Ascq. Depuis 2002, l'équipe joue au Palacium.

## Palmarès
| Compétitions nationales | Compétitions internationales |
| --- | --- |
| Compétitions actuelles - LFB - Champion de France : 2017, 2024 - Vice-champion de France : 2015 et 2023 - 3e : 2007 et 2009 - Coupe de France - Finaliste : 2003, 2008 et 2014 - Match des champions - Finaliste : 2017, 2024 Compétitions disparues - Tournoi de la Fédération - 3e : 2008. - 3e : 2006 et 2007. | Compétitions actuelles - Euroligue - Meilleure performance : finaliste en 2024. - Eurocup - Vainqueur en 2015, 2025 - Finaliste en 2016 - Demi-finaliste en 2014 et 2023 - Supercup - Finaliste en 2016 - 4e : 2015 |

## Parcours saison par saison
| Saison    | Championnat | Place (play-off)  | V - D | Place (saison rég.) | V - D | Tournoi de la Fédé. | Coupe de France | Coupe d’Europe          | Bilan          | V - D |
| --------- | ----------- | ----------------- | ----- | ------------------- | ----- | ------------------- | --------------- | ----------------------- | -------------- | ----- |
| 2000-2001 | LFB         | 7e                | 3-3   | 6e                  | 11-11 | -                   |                 | -                       | -              | -     |
| 2001-2002 | LFB         | 8e                | 0-6   | 7e                  | 9-13  | -                   |                 | -                       | -              | -     |
| 2002-2003 | LFB         | 5e                | 5-1   | 6e                  | 10-12 | -                   | 2e              | -                       | -              | -     |
| 2003-2004 | LFB         | 5e                | 4-2   | 8e                  | 7-13  | -                   |                 | EuroCup                 | -              | -     |
| 2004-2005 | LFB         | 6e                | 3-3   | 6e                  | 8-12  | -                   |                 | EuroCup                 | -              | -     |
| 2005-2006 | LFB         | 5e 1/4 finaliste  | 0-2   | 4e                  | 17-9  | 4e                  |                 | EuroCup                 | -              | -     |
| 2006-2007 | LFB         | 3e demi-finaliste | 2-2   | 3e                  | 21-5  | 4e                  |                 | EuroCup                 | -              | -     |
| 2007-2008 | LFB         | 3e demi-finaliste | 0-2   | 4e                  | 14-12 | 3e                  | 2e              | EuroLeague              | 1/8e finale    | 4-8   |
| 2008-2009 | LFB         | 3e demi-finaliste | 0-2   | 3e                  | 18-8  | -                   |                 | EuroLeague              | Phase de poule | 3-7   |
| 2009-2010 | LFB         | 6e                | 2-2   | 6e                  | 16-10 | -                   | 1/16 f.         | EuroLeague              | Phase de poule | 1-9   |
| 2010-2011 | LFB         | 10e               | 1-1   | 10e                 | 10-16 | -                   | 1/4 f.          | EuroCup                 | 1/8e finale    | 7-3   |
| 2011-2012 | LFB         | 10e               | -     | 10e                 | 11-15 | -                   | 1/8 f.          | -                       | -              | -     |
| 2012-2013 | LFB         | 8e                | 0-2   | 8e                  | 12-14 | -                   | 1/8 f.          | -                       | -              | -     |
| 2013-2014 | LFB         | 4e demi-finaliste | 0-2   | 4e                  | 20-6  | -                   | 2e              | EuroCup                 | 1/2 f.         | 8-4   |
| 2014-2015 | LFB         | 2e                | 3-2   | 3e                  | 19-7  | -                   | 1/2 f.          | EuroCup                 | 1re            | 10-2  |
| 2015-2016 | LFB         | demi-finaliste    | 0-2   | 3e                  | 20-6  | -                   | 1/2 f.          | EuroLeague puis EuroCup | 2e             | 8-12  |
| 2016-2017 | LFB         | 1re               | 7-1   | 3e                  | 16-6  | -                   | 1/2 f.          | EuroLeague puis EuroCup | 1/4 f.         | 6-10  |
| 2017-2018 | LFB         | -                 | 0-2   | 3e                  | 14-8  | -                   | 1/2 f.          | EuroLeague              | 1/8e finale    | 2-3   |
| 2018-2019 | LFB         | -                 | -     | 9e                  | 9-13  | -                   | 1/4 f.          | EuroLeague              | -              | 4-10  |
| 2019-2020 | LFB         | -                 | -     | 8e                  | 7-9   | -                   | 1/8 f.          | -                       | -              | -     |
| 2020-2021 | LFB         | -                 | 0-2   | 5e                  | 11-11 | -                   | 1/4 f.          | -                       | -              | -     |
| 2021-2022 | LFB         | demi-finaliste    | 2-2   | 2e                  | 16-6  | -                   | 1/2 f.          | Eurocup                 | 1/4 f.         | 3-2   |
| 2022-2023 | LFB         | 2e                | 5-2   | 2e                  | 18-4  | -                   | 1/2 f.          | Eurocup                 | 1/2 f.         | 9-5   |
| 2023-2024 | LFB         | 1re               | 6-0   | 1ère                | 21-3  | -                   | 1/4 f.          | EuroLeague              | Finale         | 8-6   |
| 2024-2025 | LFB         | -                 | -     | 9e                  | 7-15  | -                   | 1/4 f.          | EuroLeague puis EuroCup | 1re            | 9-6   |

## Saison 2023-2024
Entraîneur :  Rachid Meziane
Assistant :  Antonio de Barros
| Numéro | Nom                   | Née en           | Taille | Nationalité   | Poste         |
| ------ | --------------------- | ---------------- | ------ | ------------- | ------------- |
| 6      | Caroline Hériaud      | 22 décembre 1996 | 1,65 m | France        | Meneuse       |
| 1      | Shavonte Zellous      | 28 août 1986     | 1,78 m | États-Unis    | Arrière       |
| 3      | Kamiah Smalls         | 17 avril 1998    | 1,78 m | États-Unis    | Arrière       |
| 33     | Maxuella Lisowa-Mbaka | 14 mai 2001      | 1,78 m | Belgique      | Ailière       |
| 10     | Charlotte Abraham     | 4 mai 2005       | 1,83 m | France        | Ailière       |
| 31     | Janelle Salaün        | 5 septembre 2001 | 1,88 m | France        | Ailière       |
| 25     | Kennedy Burke         | 14 février 1997  | 1,85 m | États-Unis    | Ailière       |
| 13     | Maïa Hirsch           | 13 novembre 2003 | 1,94 m | France        | Ailière forte |
| 22     | Kariata Diaby         | 29 juin 1995     | 1,92 m | Côte d'Ivoire | Intérieure    |
| 5      | Aminata Gueye         | 10 juillet 2002  | 1,90 m | France        | Pivot         |
|        | Bethy Mununga         | 22 juillet 1997  | 1,83 m | Belgique      |               |

## Présidents

### Section pro
- Thierry Heneau (2002-2003)
- Joel Martinez (2003-2006)
- Carmelo Scarna (2006-)

### Section amateurs
- Josée Fouques (1990)
- Gilbert Messi (1997-1998)
- Yannick Leborgne (1999)
- Josée Fouques (2002) pour la section amateur.
- Gilbert Messi (2011)[9].
- Gary Renversez (2015-2016)
- Olivier Baudewyn (2016-2017)
- Virginie Bourgois (2017)
- Pierre Perrault (2017-)

## Joueuses emblématiques
Par ordre alphabétique :

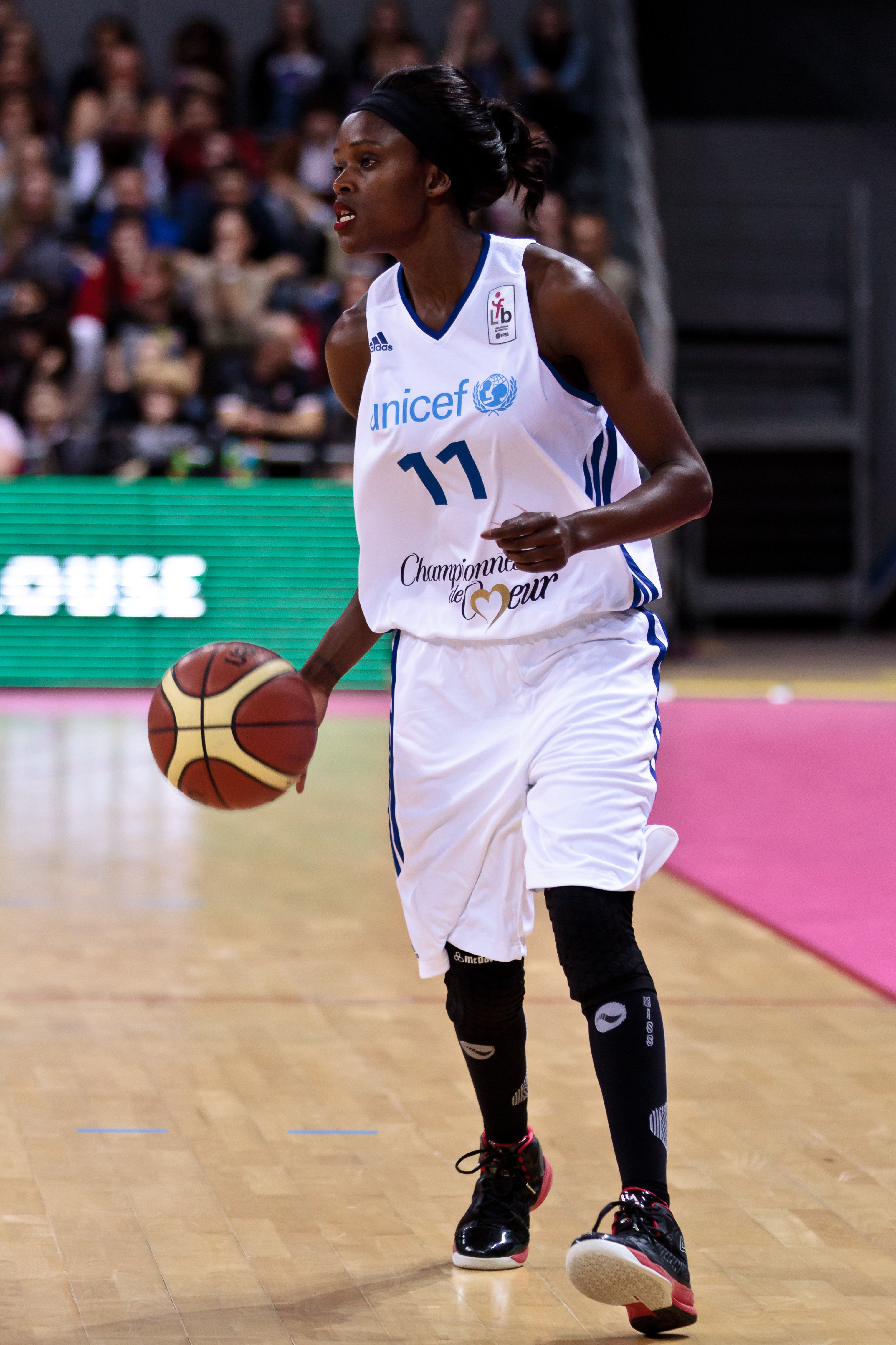
Émilie Gomis.

- Clémence Beikes (2003-2004), médaillée aux Jeux olympiques d'été de 2012 ;
- Jennifer Digbeu (2012-2014), médaillée aux Jeux olympiques d'été de 2012 ;
- Émilie Gomis (2003-2006 ; 2009-2012), médaillée aux Jeux olympiques d'été de 2012 ;
- Johanne Gomis-Halilovic (2013-2022), plus gros temps de jeu à l'ESBVA, vainqueur de l'Eurocoupe 2015, championne de France 2004, 2005, 2017 ;
- Vedrana Grgin-Fonseca (2001-2002 ; 2004-2005), victorieuse de l'Euroligue 2007-2008, championne de Grèce, du Brésil, de Pologne, de France, de Russie, championne WNBA avec Los Angeles ;
- Nevena Jovanović (2017-2018), médaille de bronze aux Jeux olympiques de 2016, médaille d'or au Championnat d'Europe 2015, médaille d'or au Championnat d'Europe 2021, championne de Serbie 2013, championne de France 2021 ;
- Florence Lepron (2008-2009), médaillée aux Jeux olympiques d'été de 2012 ;
- Emma Meesseman (2012-2014), meilleure jeune joueuse de basket-ball européenne de l'année 2011[10], première européenne All-Star WNBA
- Olayinka Sanni (2010-2014), championne WNBA 2008 ;
- Valériane Vukosavljević (2016-2017), médaille d'argent lors des Championnats d'Europe 2013, 2017, 2019, 2021 et une médaille de bronze olympique en 2020, quadruple championne de France, double championne de République tchèque ;
- Ann Wauters (2014-2015), quadruple Vainqueur de l’Euroligue féminine, multiple championne de France et de Russie.